# سرجیو دی زیو
سرجیو دی زیو (انگلیسی: Sergio Di Zio؛ زادهٔ ۲۰ سپتامبر ۱۹۷۲) بازیگر اهل کانادا است.
از فیلم‌ها یا سریال‌های تلویزیونی که وی در آن نقش داشته‌است، می‌توان به قدیسان بوندوک، مرد سیندرلایی، بندباز، موج‌سواران، ماجراهای مرداک، مراقب، مرز جنون، تازه‌دفن‌شده، آراف‌کی، پرتقال میوه آزار، دوشیزه اسلون، بستگان سببی، مسجد کوچکی در مرغزار، امور پنهانی، سوتس و گامبی وزیر اشاره کرد.